# El Burgo Ranero
El Burgo Ranero és un municipi de la província de Lleó a la comunitat autònoma de Castella i Lleó. Forma part de la comarca de Sahagún.

## Localitats del Municipi
- El Burgo Ranero
- Calzadilla de los Hermanillos
- Las Grañeras
- Villamuñío

## Demografia
| 1991 |  | 1996 |  | 2001 |  | 2004 |
| ---- |  | ---- |  | ---- |  | ---- |
| 1127 |  | 1002 |  | 920  |  | 894  |